# Служба папских литургических церемоний
Служба папских литургических церемоний или Служба литургических церемоний верховного понтифика (лат. Officium de Liturgicis Celebrationibus Summi Pontificis, итал. Ufficio delle Celebrazioni Liturgiche del Sommo Pontefice) — ведомство Римской курии, ответственное за организацию и проведение литургий и других религиозных церемоний, совершаемых папой римским — предстоятелем Римско-католической церкви. Его возглавляет «обер-церемониймейстер», назначаемый сроком на пять лет.
В апостольской конституции Pastor Bonus, которая действовала до 2022 года, функции данного учреждения были прописаны следующим образом:
Глава 182 — § 1. Служба литургических церемоний верховного понтифика должна готовить все, что является необходимым для литургических и других священных празднований, выполняемых верховным понтификом или от его имени и контролировать их согласно текущим предписаниям литургического закона.
§ 2. Обер-церемониймейстер папских литургических церемоний назначается Верховным Понтификом на пятилетний срок службы; церемониймейстеры, которые помогают ему в священных празднованиях, назначены Государственным секретарём на аналогичный срок службы, как и обер-церемониймейстер.

## Функции
Служба и консультанты, консультирующие её, поддерживают Папу в его интерпретации литургических изменений, введённых после Второго Ватиканского собора. Папы временами поддерживали постсоборные реформы, восстанавливали прежние практики и вводили новые новшества. Когда в сентябре 2013 года Папа Франциск назначил пятерых новых консультантов, в их число не вошли ни один из тех, кого назначил Папа Бенедикт XVI, известный своей поддержкой возвращения к дособорной литургической практике. Бенедикт XVI восстановил дособорные элементы в обряде канонизации святых, а Франциск удалил их и ещё больше сократил церемонию. Гвидо Марини, бывший обер-церемониймейстером во время проведения Франциском своих реформ, известен как традиционалист, но выполнял указания понтифика. По словам одного журналиста, его работа заключалась в том, чтобы «вплетать папские предпочтения в пышное зрелище». Например, он работал над тем, чтобы литургическая музыка была интегрирована в литургию, как того хочет Франциск, чтобы участникам не приходилось ждать окончания музыки, прежде чем продолжить. 19 января 2019 года Папа Франциск передал ответственность за хор Сикстинской капеллы из ведения Папского дома в ведение Службы папских литургических церемоний.

## Список обер-церемониймейстеров папских литургических церемоний
- Франческо Риджи — префект папских церемоний (1902—1918), при Льве XIII (1902—1903), Пие X (1903—1914), Бенедикте XV (1914—1918);
- Карло Респиги — префект папских церемоний (1918—1947), при Бенедикте XV (1918—1922), при Пие XI (1922—1939), при Пие XII (1939—1947);
- Энрико Данте — префект папских церемоний (13 июня 1947 — 21 февраля 1965), при Пие XII (1954—1958), Иоанне XXIII (1958—1963) и Павле VI (1963—1967);

- - Должность префекта папских церемоний была вакантна во время проведения литургической реформы (1965—1970]];
- Сальваторе Капоферри (Ad interim) (1965—1968), при Павле VI;
- Аннибале Буньини — назначенный делегат Консилиума во время реформы папского церемониала (1967 — 9 января 1970), при Павле VI;
- Адоне Терцариол (Ad interim) (1968—1970), при Павле VI;

В 1970 году должность обер-церемониймейстера папских литургических богослужений была восстановлена.
- Вирджилио Ноэ — обер-церемониймейстер (9 января 1970[9] — 6 марта 1982)[10], при Павле VI (1970—1978), Иоанне Павле I (1978) и Иоанне Павле II (1978—1982);
- Джон Мэджи — обер-церемониймейстер (6 марта 1982[11] — 17 февраля 1987)[12], при Иоанне Павле II;
- Пьеро Марини — обер-церемониймейстер (17 февраля 1987[13] — 1 октября 2007[14]), при Иоанне Павле II (1987—2005) и Бенедикте XVI (2005—2007);
- Гвидо Марини — обер-церемониймейстер (1 октября 2007[14] — 29 августа 2021) при Бенедикте XVI и Франциске;
- Диего Джованни Равелли — обер-церемониймейстер (11 октября 2021[15] — по настоящее время) при Франциске и Льве XIV.

## Функции Обер-церемониймейстера
Папский обер-церемониймейстер помогает папе римскому в священных обрядах, также он помогает и кардиналам: в период консисторий, беря руководство титулярными церквями, торжественные службы Мессы или других важных религиозных церемоний. С момента когда кардинал возведён на консистории, обер-церемониймейстер назначает к нему одного из церемониймейстеров.
Помимо помощи Папе во время священных церемоний, обер-церемониймейстер помогает кардиналам в различных случаях: во время консисторий, когда кардинал вступает во владение своей титулярной церковью, а также во время торжественных месс или других важных религиозных служб. Когда кардинал назначается на консистории, обер-церемониймейстер назначает ему одного из церемониймейстеров службы.
Обер-церемониймейстеру помогают несколько церемониймейстеров. Иногда они занимают и другие должности в Римской курии. После последнего назначения 25 ноября 2023 года число церемониймейстеров достигло восьми человек.

## Список действующих папских церемониймейстеров
- монсеньор Пьер Энрико Стефанетти, клирик диоцеза Веллетри-Сеньи (декан церемониймейстеров) (с 25 февраля 2006 года);
- монсеньор Марко Агостини, клирик диоцеза Вероны (с 13 июня 2009 года);
- монсеньор Массимилиано Маттео Боярди, F.S.C.B., (с 4 октября 2011 года);
- монсеньор Ян Дубина, клирик диоцеза Банска-Быстрицы (Словакия) (с 2 октября 2015 года);
- монсеньор Кшиштоф Мартьянович, клирик архидиоцеза Кракова (Польша) (с 8 февраля 2018 года);
- монсеньор Любомир Вельниц, клирик Апостольской пенитенциарии (Ватикан) (с 14 июня 2020 года);
- священник Дидье Жан-Жак Буабле, клирик Апостольской пенитенциарии (с 25 ноября 2023 года);
- священник Яла Банорани Джетаба, клирик Секции общих дел Государственного секретариата Ватикана (с 25 ноября 2023 года).

## Разное
В 1947—1954 годах, папским церемониймейстером при Пие XII, был кардинал Фьоренцо Анджелини.